# Miholec
Miholec je naselje u općini Sveti Petar Orehovec u Koprivničko-križevačkoj županiji. 
Nalazi se oko 15 km sjeverozapadno od Križevaca na području Kalničkog prigorja. Selo se razvilo na povišenom brežuljkastom položaju. Ceste se križaju u središtu mjesta i čine trokutasti trg. 
Utvrda i feudalni posjed zagrebačke biskupije nalazili su se na mjestu današnje gotičko-barokne crkve sv. Mihaela. Pretežno poljoprivredni kraj i udaljenost od glavnih cestovnih pravaca pridonijeli su očuvanoj prirodi. Oko sela su polja i šume u kojima najviše rastu grab, hrast kitnjak, bukva, bagrem i crna joha.

## Stanovništvo
Prema popisu stanovništva iz 2001. godine, naselje je imalo 503 stanovnika.
| broj stanovnika | 440   | 497   | 533   | 581   | 673   | 696   | 651   | 651   | 620   | 596   | 581   | 538   | 510   | 467   | 407   | 363   | 322   |
|                 | 1857. | 1869. | 1880. | 1890. | 1900. | 1910. | 1921. | 1931. | 1948. | 1953. | 1961. | 1971. | 1981. | 1991. | 2001. | 2011. | 2021. |

## Poznate osobe
- Zlatko Špoljar, pedagog i skladatelj

## Šport
- NK Ratar Miholec